# Acraea manjaca
Acraea manjaca är en fjärilsart som beskrevs av Jean Baptiste Boisduval 1833. Acraea manjaca ingår i släktet Acraea och familjen praktfjärilar. Inga underarter finns listade i Catalogue of Life.